# Stor-Antnästräsket
Stor-Antnästräsket är en sjö i Luleå kommun i Norrbotten och ingår i Insjöar i Luleälven-Alåns kustområde. Sjön har en area på 1,26 kvadratkilometer och ligger 24 meter över havet. Sjön avvattnas av vattendraget Norrbäcken.

## Omgivning
Stor-Antnästräsket ligger några hundra meter från Europaväg 4, på vägens norra sida. I sjöns södra ända ligger konferens- och upplevelse-centret Ebbenjarka.

## Delavrinningsområde
Stor-Antnästräsket ingår i det delavrinningsområde (729055-178226) som SMHI kallar för Utloppet av Stor-Antnästräsket. Medelhöjden är 39 meter över havet och ytan är 7,05 kvadratkilometer. Det finns inga avrinningsområden uppströms utan avrinningsområdet är högsta punkten. Avrinningsområdets utflöde Norrbäcken mynnar i havet. Avrinningsområdet består mestadels av skog (63 procent). Avrinningsområdet har 1,26 kvadratkilometer vattenytor vilket ger det en sjöprocent på 17,9 procent.